# Тубозеро
Тубозеро — пресноводное озеро на территории Пяльмского и Авдеевского сельских поселений Пудожского района Республики Карелии.

## Общие сведения
Площадь озера — 9,7 км², площадь водосборного бассейна — 112 км², располагается на высоте 91 метр над уровнем моря.
Котловина ледникового происхождения.
Форма озера лопастная, продолговатая: оно вытянуто с северо-запада на юго-восток. Берега изрезанные, каменисто-песчаные, преимущественно возвышенные, местами заболоченные.
В озеро впадают восемь ручьёв. С северной стороны озера берёт начало река Туба, впадающая в Онежское озеро.
В озере расположено 11 островов общей площадью 0,06 км², рассредоточенных по всей площади водоёма. Два из них имеют название: Капое и Ракостров.
Рыба: сиг, щука, плотва, окунь, лещ, налим, ёрш.
Населённые пункты и автодороги вблизи водоёма отсутствуют.
Код объекта в государственном водном реестре — 01040100611102000018992.